# Apodocreedia vanderhorsti
Apodocreedia vanderhorsti är en fiskart som beskrevs av De Beaufort, 1948. Apodocreedia vanderhorsti ingår i släktet Apodocreedia och familjen Creediidae. IUCN kategoriserar arten globalt som otillräckligt studerad. Inga underarter finns listade i Catalogue of Life.